# Maria Lúcia Medeiros
Maria Lúcia Fernandes Medeiros -referida también como Maria Lúcia Medeiros, o Lucinha Medeiros- (Bragança (Pará), 15 de febrero de 1942 - 8 de septiembre de 2005) fue una escritora, cuentista, poeta, profesora brasileña que incursionó en el género novela y cuento.
Vivió en Bragança hasta los doce años, cuando su familia se mudó a Belém de Pará. Obtuvo la licenciatura en Letras por la Universidad Federal de Pará, donde fue profesora e investigadora. 
Debutó en la ficción con el libro de cuentos Zeus ou a menina e os óculos (1988). Después publicó Velas, por quem? (1990), Quarto de Hora (1994), Horizonte Silencioso (2000) y Céu Caótico (2005).
Uno de sus cuentos, "Chuvas e Trovoadas", fue adaptado al cine en un cortometraje de la paraense Flávia Alfinito. En ese cuento de Maria Lúcia Medeiros, cuatro niñas tienen clases de costura en aburridas tardes, en un ambiente tropical de la belle époque en la Amazonia. 
Afectada por una enfermedad que le redujo los movimientos, y le afectó el habla ─ pero no la lucidez y el dominio de la palabra ─ continuó produciendo y manteniendo un estrecho diálogo con sus pares y sus contemporáneos.

## Obra
- Ritos de passagem de nossa infância e adolescência: antologia. São Paulo: Summus, 1984

- Zeus ou a menina e os óculos (contos). São Paulo: R. Kempf, 1988

- Velas, por quem? Belém: CEJUP, 1991

- O Lugar da errância. In: D’INCAO, Maria Angela, SILVEIRA, Isolda Maciel da (orgs.) A Amazônia e a crise da modernização. Belém: MPEG, 1994. p. 195-198 (colección Eduardo Galvão)

- O nativo de câncer: travessias de uma poética amazônica. Asas da Palavra: Revista do Curso de Letras da UNAMA, Belém, v.2, n.2, p. 63-66, 1994

- A escritura veloz. 1994

- Quarto de hora. Belém: Cejup, 1994

- Horizonte silencioso. Boi Tempo, 2000

- Céu Caótico. Belém: SECULT, 2005